# 和歌山市立西浜中学校
和歌山市立西浜中学校（わかやましりつにしはまちゅうがっこう、通称「西中（にしちゅう）」）は、和歌山県和歌山市西浜地区にある市立中学校。
雑賀小学校、高松小学校、雑賀崎小学校などの卒業生が進学する。

## 概要
- 所在地　〒641-0021　和歌山県和歌山市西小二里一丁目6番1号
- 生徒数　617名（男子323人、女子294人、2009年8月1日現在）

## 沿革
- 1947年（昭和22年）5月3日 - 旧和歌山市立青年学校を本校舎として創立。高松、雑賀二学区の生徒を収容し、1年7学級、2年1学級を編成する。
- 1948年（昭和23年）5月8日 - 学区改正により、明光中学校（今の明和中学校）（和歌浦、雑賀崎）のうち雑賀崎地区の生徒を新たに編入する。
- 1948年（昭和23年）11月25日 - 本校舎南側東部に2教室新築落成、旧西浜工業学校に収容の生徒のうち2年2学級を移転収容する。
- 1949年（昭和24年）7月22日 - 第1期南館南部4教室、第2期5教室新築落成並びに西二階教室修理完成、旧西浜工業学校に収容中の生徒全員移転収容する。

## 施設
新館、南館、北館、運動場、体育館、体育系部室の各建造物により成り立っている。
特別教室と教育関係室は、以下のとおりである。

### 新館
1F：職員室、校長室、事務室、印刷室、販売、給湯室、放送室、多目的室
2F：美術室、美術準備室
3F：視聴覚室

### 南館
1F：相談室、第1学習室、校務員室、個別準備室、保健室
2F：第5学習室、進路室、3年職員室、第2学習室、柔道部
3F：第二相談室、コンピュータ室

### 北館
1F：金工室、技術準備室、木工室、家庭準備室、第2木工室、第2理科室、理科準備室、理科室
2F：カウンセリングルーム、生徒会室、第2生徒会室、社会室、ダンス部、図書準備室、図書室
3F：音楽準備室、第2音楽室、被服準備室、被服室、第2音楽準備室、第2音楽室、第2美術準備室、第2美術室

### 体育館
体育教官室

## 交通でのアクセス
JR和歌山駅から和歌山バス市内雑賀崎循環線30・33系統の西浜・雑賀崎行きに乗車し、和歌山工業高校前バス停より、北へ徒歩約5分
南海和歌山市駅から和歌山バス西浜新和歌浦線35系統新和歌浦行きに乗車し、西小二里二丁目バス停より、東へ徒歩約10分

## 部活動

### 運動部
- 陸上競技
- 野球
- 剣道
- 柔道
- バレーボール
- バスケットボール
- ソフトテニス
- ラグビー
- サッカー
- テニス
- ダンス - 日本中学校ダンス部選手権西日本大会において、2012年準優勝、全国大会において、2015年応援団賞入賞。
- 水泳
- 体操

### 文化部
- 華道
- 科学
- 家庭
- 吹奏楽
- 美術
- 放送

## その他
当校同窓会（浜友会）により結成された市民団体「水軒の浜に松を植える会」は、校区内にある旧水軒駅(2002年廃止、現 水軒公園)を歴史公園に整備する活動を行っている。2009年2月～3月に松の植樹を、2009年8月にドッグランの設置を行っている。

## 学校区住所
- 西浜
- 関戸
- 西高松
- 東高松
- 宇須
- 松ケ丘
- 新高町
- 打越町
- 東小二里町
- 西小二里
- 塩屋
- 和歌浦東 1丁目の一部
- 和歌浦西 1丁目の一部

## 周辺
- 秋葉山
- 養翠園
- 水軒公園（旧水軒駅）
- 和歌山県立和歌山工業高等学校
- 和歌山県立星林高等学校
- 和歌山市立雑賀小学校
- 和歌山市立雑賀崎小学校
- 和歌山市立高松小学校
- 和歌山南郵便局
- 和歌山県立図書館
- 和歌山市立松下体育館

## 出身者
- 山本博資 - 東京大学名誉教授

## 通学区域が隣接している学校
- 和歌山市立明和中学校
- 和歌山市立東和中学校
- 和歌山市立西和中学校